# SsangYong Motor Company
SsangYong Motor Company eller SsangYong er et bilmærke og den fjerdestørste sydkoreanske bilfabrikant. Navnet SsangYong betyder dobbeltdrage.
SsangYong blev overtaget af indiske Mahindra & Mahindra i februar 2011, efter at Mahindra & Mahindra blev den foretrukne budgiver i 2010 til at redde den konkurstruede virksomhed. Mahindras overtagelse blev godkendt af Sydkoreas frihandelskommission.

## Historie
SsangYong blev oprindelig grundlagt som to separate virksomheder: Ha Dong-hwan Motor Workshop (etableret i 1954) og Dongbang Motor Co (etableret i 1962). I 1963 blev de to virksomheder sammenlagt til Ha Dong-hwan Motor Co.
SsangYong Motor Company var tidligere en del af SsangYong-koncernen (et konglomerat), men blev frasolgt i 1997 til Daewoo. Daewoo måtte imidlertid sælge SsangYong igen i 1999 pga. økonomiske vanskeligheder. I 2004 købte kinesiske SAIC en ejerandel på 51% i SsangYong.

## Producerede bilmodeller
Blandt de mange bilmodeller, er der produceret SUV, pickup-modeller, varevogne, luksusbiler samt busser og lastbiler, og deriblandt følgende modeller
- SsangYong Actyon- SUV, produceret siden 2006
- SsangYong Kyron - SUV, produceret siden 2005
- SsangYong Musso - SUV, produceret 1993-2005
- SsangYong Rexton - SUV, produceret siden 2001
- SsangYong LUVi - SUV, produceret siden 2015
- SsangYong Korando - SUV, produceret 2010
- SsangYong Rodius - MPV, produceret siden 2004